# NGC 106
NGC 106 est une galaxie lenticulaire située dans la constellation des Poissons. NGC 106 a été découverte par l'astronome américain Francis Leavenworth en 1886. 

## Caractéristiques

### Distance
Sa vitesse par rapport au fond diffus cosmologique est de 5 715 ± 48 km/s, ce qui correspond à une distance de Hubble de 84,3 ± 5,9 Mpc (∼275 millions d'al).
Une mesure non basée sur le décalage vers le rouge (redshift) donne une distance d'environ 61,100 Mpc (∼199 millions d'al). Cette valeur est comprise à l'extérieur des valeurs de la distance de Hubble.

### Morphologie
Selon la base de données NASA/IPAC et Wolfgang Steinicke, il s'agit d'une galaxie spirale (Sa? pec et Scd), mais on ne voit pas de bras sur l'image de la galaxie.